# Kunka
Kunka (ukrainisch Кунка; russisch Кунка Kunka) ist ein Dorf im Osten der ukrainischen Oblast Winnyzja mit etwa 900 Einwohnern.

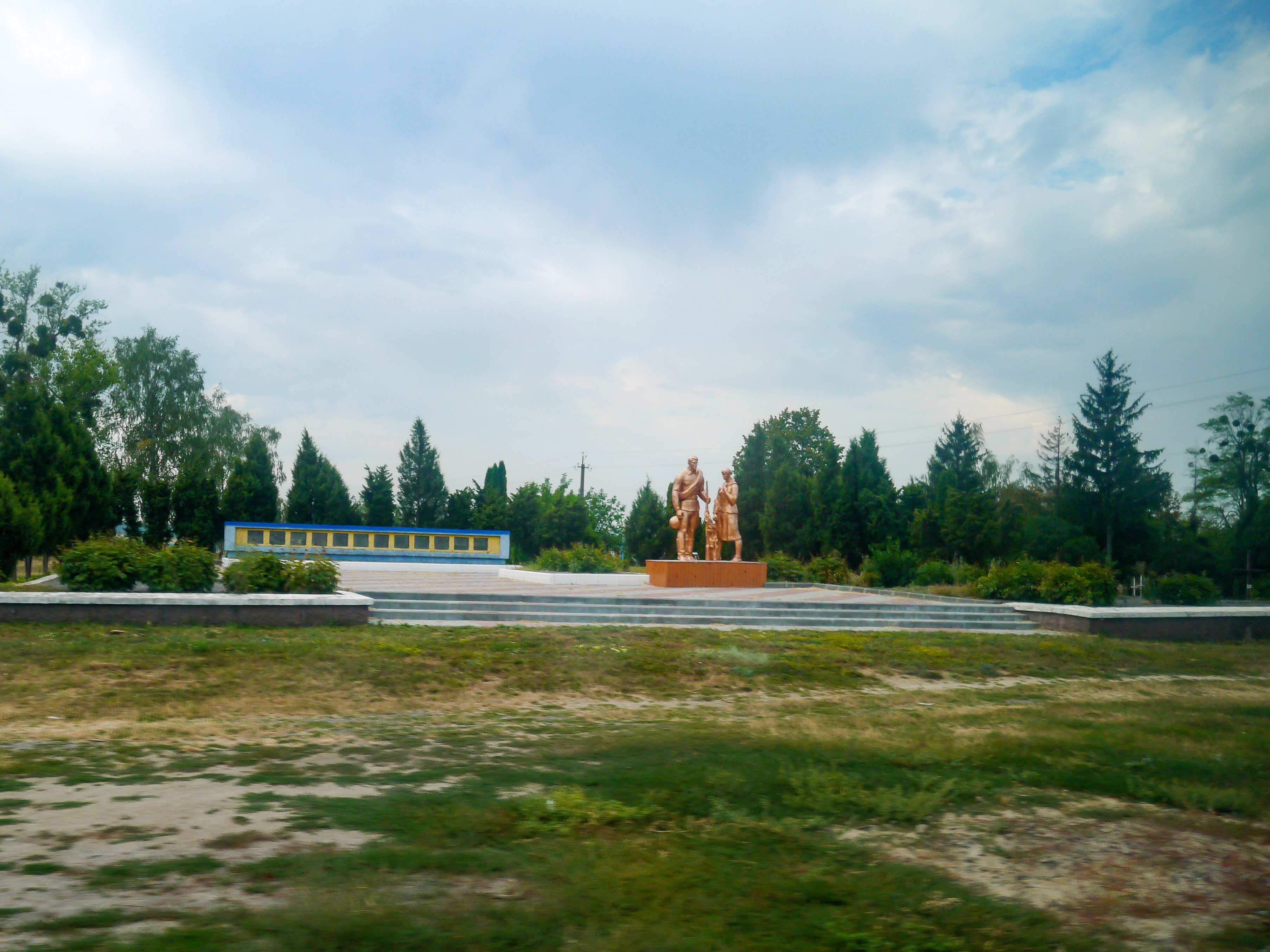
Denkmal im Ort

Das Dorf wurde im 16. Jahrhundert zum ersten Mal schriftlich erwähnt und liegt am Fluss Kunka an der ukrainischen Fernstraße M 12/Europastraße 50, 8 Kilometer westlich der Rajonshauptstadt Hajssyn und 73 Kilometer südöstlich der Oblasthauptstadt Winnyzja.

## Verwaltungsgliederung
Am 25. November 2016 wurde das Dorf zum Zentrum der neugegründeten Landgemeinde Kunka (Кунківська сільська громада/Kunkiwska silska hromada). Zu dieser zählen auch die 8 in der untenstehenden Tabelle aufgelisteten Dörfer sowie die Ansiedlungen Karbiwske und Trubotschka, bis dahin bildete es die gleichnamige Landratsgemeinde Kunka (Кунківська сільська рада/Kunkiwska silska rada) im Westen des Rajons Hajssyn.
Folgende Orte sind neben dem Hauptort Kunka Teil der Gemeinde:
| Name                     | Name             | Name                                   |
| ukrainisch transkribiert | ukrainisch       | russisch                               |
| ------------------------ | ---------------- | -------------------------------------- |
| Karbiwske                | Карбівське       | Карбовское (Karbowskoje)               |
| Kossanowe                | Косанове         | Косаново (Kossanowo)                   |
| Kusmynzi                 | Кузьминці        | Кузьминцы (Kusminzy)                   |
| Mitlynzi                 | Мітлинці         | Метлинцы (Metlinzy)                    |
| Nossiwzi                 | Носівці          | Носовцы (Nossowzy)                     |
| Pawliwka                 | Павлівка         | Павловка (Pawlowka)                    |
| Schura-Mitlynezka        | Шура-Мітлинецька | Шура-Метлинецкая (Schura-Metlynezkaja) |
| Schtschuriwzi            | Щурівці          | Щуровцы (Schtschurowzy)                |
| Sokilzi                  | Сокільці         | Сокольцы (Sokolzy)                     |
| Trubotschka              | Трубочка         | Трубочка                               |